# Club Atlético Huracán (San Luis)
Club Atlético Huracán es un club social y deportivo de la Ciudad de San Luis, Argentina, fundado el 5 de julio de 1930. Su actividad principal es el fútbol donde se desempeña en la Liga Sanluiseña de fútbol.
El club se ubica en Ruta 3 y pasaje Rodolfo Ojeda de la capital de San Luis, donde se encuentra ubicado el predio y la sede.
También se realiza actividad formativa en fútbol masculino y femenino, hockey y baloncesto.
El club participó en los 90 del Torneo del interior de la tercera división del Fútbol Argentino, y en el Torneo Federal Regional 2021/22, siendo eliminado en octavos de final por EFI Juniors. Juan Gilberto "Búfalo" Funes, Daniel Altamirano, Misael Sosa como emblemas del club.

## Historia
El 5 de julio de 1930 un grupo de jóvenes fundaron una entidad deportiva con el nombre de “Huracán”, cuyo nombre e insignia homenajea a su homónimo de la ciudad de Buenos Aires.
A nivel nacional, el Globo participó en el Torneo del interior 91/92, una de las campañas que generó mayores expectativas en la historia del fútbol de la provincia. Por la región Cuyo Grupo "A" clasificó segundo con 7 pts, tras haber empatado 2 a 2 con Huracán Las Heras, ganando 2 a 0 a Desamparados de San Juan, perdiendo 2 a 0 con Real Padre (General Alvear) y 1 a 0 con Huracán Las Heras, y las dos últimas fechas ganando por 2 a 0 a Desamparados de San Juan y 1 a 0 a Real del Padre. 
Por la fase final de la región Cuyo (donde debía enfrentar a los ganadores del grupo B), Huracán terminó primero con 8 pts destacándose las victorias por 5 a 0 frente a Huracán Las Heras y el 2 a 1 en condición de visitante frente a Gimnasia de Mendoza. De esta manera se consagra ganador de la ronda final de la Región Cuyo y clasifica al Torneo Zonal Sureste, que incluía a equipos directamente afiliados a AFA.
Allí quedaría eliminado en cuartos de final frente a Alvarado de Mar del Plata, ya que fue 3 a 1 el partido de ida para los marplatenses y 1 a 0 el partido de vuelta para Huracán quedando un global de 3 a 2. Finalizó con siete partidos ganados, cuatro empatados y tres perdidos. Aquel equipo estaba conformado por figuras como: Walter Acevedo, Ángel Alcaraz, Pedro Ojeda, Daniel Giacchi, Fabio Giménez, Alejandro Bustos, Juan Miranda, Raúl Bautista, Pablo Lucero, Sergio Di Marco y Mario Saccone.
También participó en el Torneo del Interior 2005, donde quedó eliminado en la primera fase tras perder 5 partidos y ganar solo uno. En junio de 2013 el Estado provincial intervino al club tras la denuncia de los padres de los chicos de las inferiores, debido a las malas condiciones edilicias y el estado de abandono del predio.
En 2021 participó en el Torneo Regional Federal Amateur, llegando a cuartos de final en la zona Cuyo, siendo eliminado por EFI Juniors. Sportivo Desamparados (2009) ganó 6 a 1 por el torneo regional cuyano

## Uniforme
- Uniforme titular: Camiseta blanca con la insignia y vivos rojos; pantalón blanco; medias blancas.
- Uniforme alternativo: Camiseta negra con la insignia y vivos blancos; pantalón rojo; medias negras.

| Titular | Alternativo |  |

## Fútbol
El equipo participa actualmente de la divisional "A" de la Liga Sanluiseña de Fútbol.

## Palmarés

### Torneos provinciales
Liga Sanluiseña de fútbol (5): 1945, 1948, 1952, Apertura 1991, Clausura 2006